# Charidotella

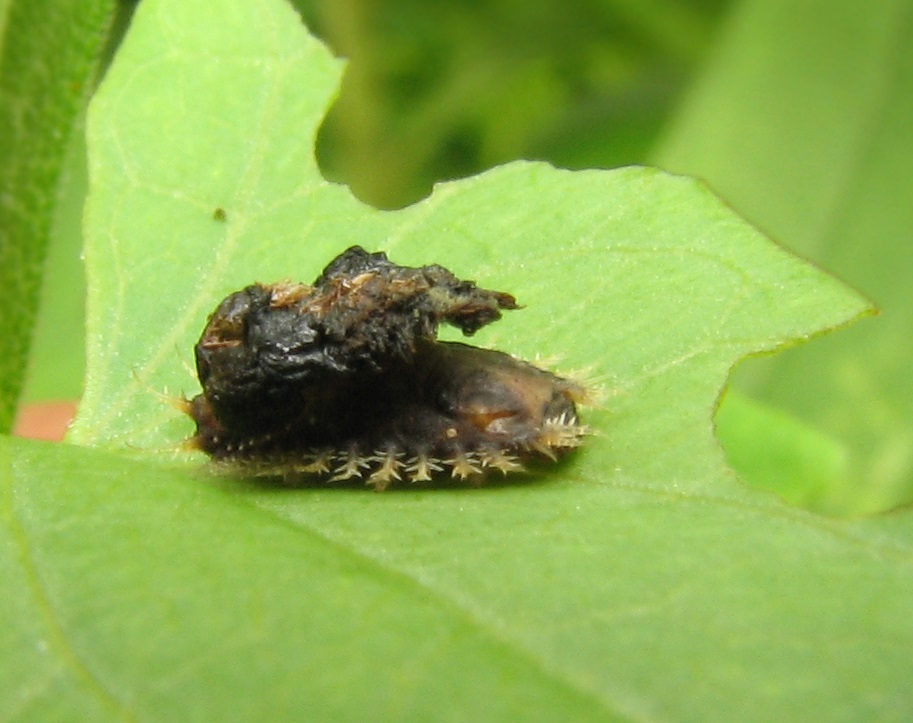
Charidotella sexpunctata, larva (con escudo fecal)

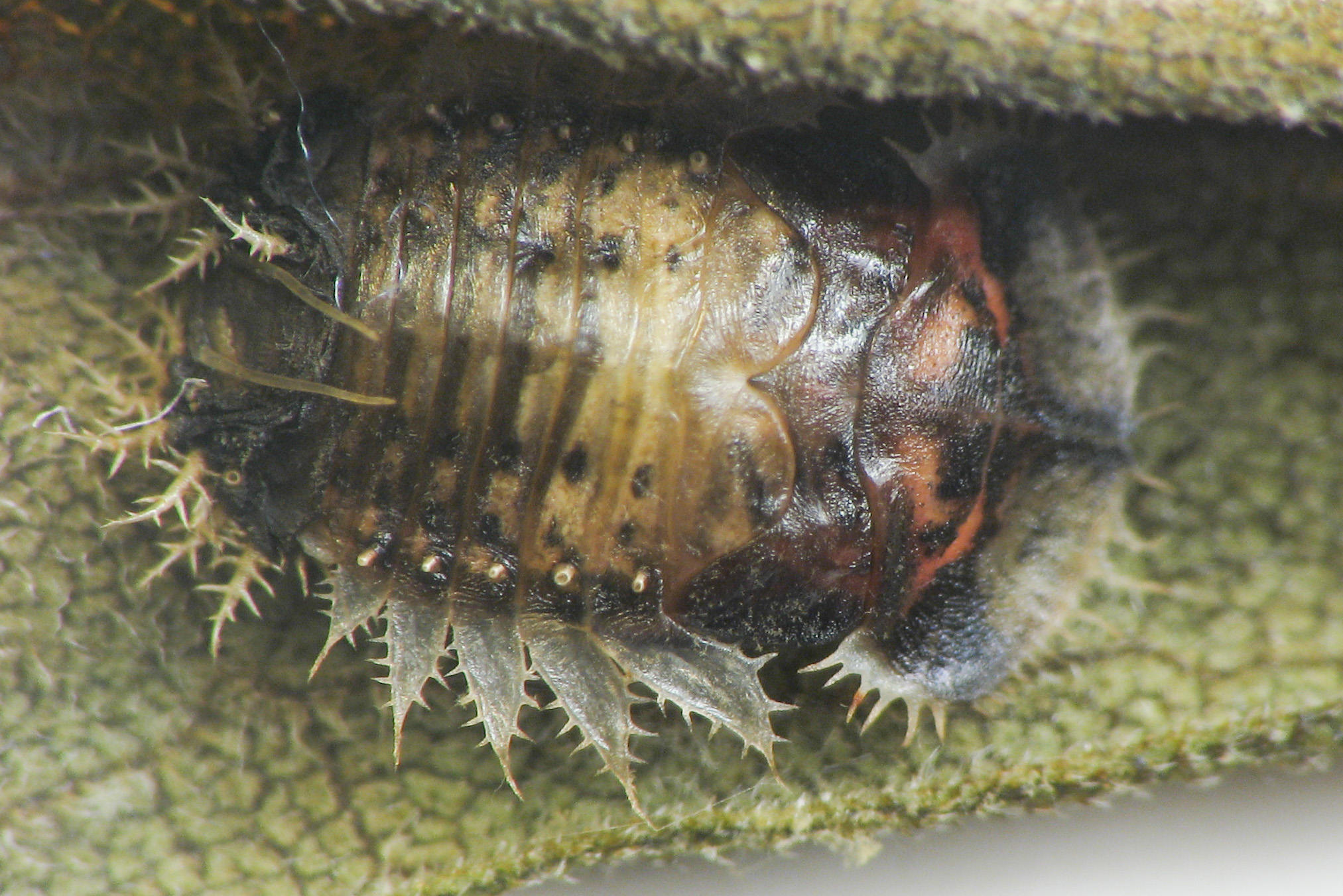
Charidotella sexpunctata, pupa

Charidotella es un género de escarabajos de la familia Chrysomelidae. Fue descrito por Julius Weise en 1896. Es del nuevo mundo, especialmente neotropical. Las larvas llevan sus propias materias fecales en un apéndice sobre el cuerpo para alejar a depredadores.
Especies de este género (lista incompleta, hay más de cien):
- Charidotella actiosia (Spaeth, 1926)
- Charidotella amoena (Boheman, 1855)
- Charidotella amoenula (Boheman, 1855)
- Charidotella bicolor (Fabricius) (o subespecie C. sexpunctata bicolor)
- Charidotella bifossulata (Boheman, 1855)
- Charidotella bifoveata (Spaeth, 1926)
- Charidotella bisbinotata (Boheman, 1855)
- Charidotella bordoni Borowiec, 2002
- Charidotella conclusa (Boheman, 1855)
- Charidotella connectens (Boheman, 1855)
- Charidotella cyclographa (Boheman, 1855)
- Charidotella discoidalis (Boheman, 1855)
- Charidotella duplex (Champion, 1894)
- Charidotella ecuadorica Borowiec, 1989
- Charidotella egregia (Boheman, 1855)
- Charidotella fallax (Boheman, 1855)
- Charidotella ferranti (Spaeth, 1926)
- Charidotella flaviae Maia & Buzzi, 2005
- Charidotella glaucina Boheman, 1855
- Charidotella granaria (Boheman, 1855)
- Charidotella guadeloupensis (Boheman, 1855)
- Charidotella hoegbergi (Boheman, 1855)
- Charidotella immaculata (Olivier, 1790)
- Charidotella incerta (Boheman, 1855)
- Charidotella kesseli Borowiec, 1989
- Charidotella latevittata (Boheman, 1855)
- Charidotella limpida (Boheman, 1855)
- Charidotella linigera (Boheman, 1862)
- Charidotella maculicollis (Champion, 1894)
- Charidotella marculenta (Boheman, 1855)
- Charidotella marginepunctata Borowiec, 2004
- Charidotella moraguesi Borowiec, 2007
- Charidotella morio (Fabricius, 1801)
- Charidotella oblectabilis (Spaeth, 1926)
- Charidotella oblita (Suffrain, 1868)
- Charidotella obnubilata (Weise, 1921)
- Charidotella pacata Borowiec, 2007
- Charidotella pallescens (Boheman, 1855)
- Charidotella pellucida (Boheman, 1855)
- Charidotella posticata (Boheman, 1855)
- Charidotella praeusta (Boheman, 1855)
- Charidotella profligata (Boheman)
- Charidotella proxima (Boheman, 1855)
- Charidotella puella (Boheman, 1855)
- Charidotella purpurata Boheman, 1855
- Charidotella quadrisignata (Boheman, 1855)
- Charidotella rasilis (Spaeth, 1926)
- Charidotella recidiva (Spaeth, 1926)
- Charidotella rubicunda (Guérin-Méneville, 1844)
- Charidotella santaremi Boroweic, 1995
- Charidotella sejuncta (Boheman, 1855)
- Charidotella semiatrata (Boheman, 1862)
- Charidotella seriatopunctata (Spaeth, 1901)
- Charidotella sinuata (Champion, 1894)
- Charidotella steinhauseni Borowiec, 1989
- Charidotella striatopunctata (Boheman, 1855)
- Charidotella stulta (Boheman, 1855)
- Charidotella subannulata (Boheman, 1862)
- Charidotella subsignata (Boheman, 1862)
- Charidotella tuberculata (Fabricius, 1775)
- Charidotella tumida (Champion, 1894)
- Charidotella ventricosa (Boheman, 1855)
- Charidotella vinula (Boheman, 1855)
- Charidotella virgo (Boheman, 1855)
- Charidotella virgulata (Boheman, 1855)
- Charidotella zona (Fabricius, 1801)

Véase también
Lista de especies